# Empyrium
Empyrium – zespół z Niemiec, założony 1994 przez multiinstrumentalistę, wokalistę i producenta muzycznego Markusa Stocka (używającego pseudonimu Ulf Theodor Schwadorf) i Andreasa Bacha. Muzycznie czerpie z takich gatunków jak folk, doom metal, black metal czy szeroko pojęta muzyka poważna. Teksty w języku angielskim i niemieckim (Weiland) inspirowane są naturą, poezją romantyczną (Byron, Mary Shelley) i filozofią. Sama nazwa zainspirowana jest tytułem EP-ki brytyjskiego zespołu My Dying Bride Symphonaire Infernus Et Spera Empyrium.

## Historia
Empyrium powstał latem 1994 roku jako zespół czerpiący muzycznie z gatunków takich jak folk, doom metal i black metal. Nagrana demo-kaseta ...Der wie ein Blitz vom Himmel fiel... została w podziemiu entuzjastycznie przyjęta, co zaowocowało podpisaniem kontraktu z Martinem Kollerem i Prophecy Productions, której to wytwórni Empyrium stał się sztandarowym zespołem. W jej barwach zadebiutował pierwszym studyjnym albumem A Wintersunset nagranym w R+A Studio w bawarskim Münnerstadt w przeciągu pierwszego tygodnia stycznia 1996 roku.
Historia Empyrium jest jednocześnie historią Prophecy Productions, gdyż A Wintersunset był także pierwszym materiałem wydanym przez tę młodą, niemiecką wytwórnię.
Muzyka na debiutanckim albumie, to melancholijne, symfoniczne dźwięki klawiszy osadzone na folkowo-metalowym szkielecie. Kompozycje łączą drapieżny growl i operowe, męskie partie wokalne, z głębokimi powolnymi partiami gitary, perkusji i atmosferycznymi dźwiękami syntezatora. Styl ten rozwinięty został na drugim albumie – Songs of Moors & Misty Fields, nagranym w tym samym studio w przeciągu dwóch ostatnich tygodni września 1997 roku. Album zawiera bardziej dojrzałe i bogatsze dźwiękowo kompozycje. Instrumentarium wzbogacone zostało przez flet i wiolonczelę (Nadine Stock, żona U.T. Schwadorfa), które tworzą na albumie charakterystyczny dla Empyrium, melancholijny klimat. Na Songs of Moors & Misty Fields znajduje się najbardziej rozpoznawalny utwór Empyrium – Ode to Melancholy, będący jednocześnie swoistym manifestem gatunku, w którym porusza się zespół.
Rok 1999 zaowocował trzecim albumem zatytułowany Where at Night the Wood Grouse Plays. Materiał ten nagrany został w Klangschmiede Studio E (prywatne studio U.T. Schwadorfa). Na okładce albumu znalazł się fragment obrazu norweskiego malarza Theodora Kittelsena. Na albumie tym zrezygnowano z typowej metalowej konwencji utworów. Kompozycje oparte w głównej mierze na gitarze klasycznej, idealnie współbrzmią z czystym wokalem Schwadorfa i nowego członka Empyrium – Thomasa Helma. Sentymentalny folk zawarty na tym albumie sprawia, iż Empyrium staje się pokrewne zespołom takim jak Forseti, Orplid i Ulver (album Kveldssanger).
Wydany w 2002 roku na 3 płytach CD album Weiland zaskakuje jeszcze większą dawką melancholii. Każda z płyt jest rozdziałem: Heidestimmung (odgłosy wrzosowisk), Waldpoesie (leśna poezja), Wassergeister (duch wody). Jest to jedyny album grupy, na którym teksty śpiewane są w języku ojczystym członków Empyrium. Partie wokalne są bardziej urozmaicone: od nacechowanych delikatną zadumą i głębokim smutkiem wokaliz czystych, przez iście wagnerowskie, przepełnione pasją operowe partie, po drapieżny blackmetalowy growl (Forgang, Die Schwäne im Schilf). Muzyka oparta jest w przeważającej mierze na gitarze klasycznej, wiolonczeli, fortepianie i na użytym po raz pierwszy fagocie. Jest to czwarty i zarazem ostatni album Empyrium. Jak Schwadorf określił:
W roku 2006 Prophecy Productions podała do wiadomości, iż planowany jest album podsumowujący historię Empyrium. A Retrospective wydano pod koniec listopada tegoż samego roku. Zawiera on zremasterowane kompozycje z wcześniejszych albumów Empyrium, dwa zaaranżowane i na nowo nagrane utwory z debiutu A Wintersunset (The Franconian Woods in Winter's Silence oraz A Gentle Grieving Farewell Kiss), a także dwie nowe kompozycje w neofolkowym stylu późnego Empyrium – Der Weiher i Am Wolkenstieg. Wydawnictwo to zaopatrzono w szesnasto-stronicową książeczkę, która opisuje inspiracje towarzyszące twórczości Empyrium i ukazuje ewolucję zespołu na przestrzeni lat.
W roku 2014 zespół wznowił działalność, wydając płytę The Turn of the Tides.   

## Dyskografia
- ...Der wie ein Blitz vom Himmel fiel... 1995 demo MC
- A Wintersunset 1996 CD / 2 LP
- Songs of Moors & Misty Fields 1997 CD
- Where at Night the Wood Grouse Plays 1999 CD / 2 LP
- Drei Auszüge aus Weiland 2002 7" EP
- Weiland 2002 CD / 3 CD / 2 LP
- A Retrospective 2006 CD
- Into the Pantheon (live album) 2013 CD / 12'' vinyl / Blu-ray + DVD
- The Turn of the Tides 2014 CD
- The Mill EP 2015 12" vinyl
- Über den Sternen 2021 CD / 2 12'' vinyls / 3 vinyls + CD

## Skład na albumach
- A Wintersunset – Ulf Theodor Schwadorf (gitara, bas, perkusja, wokal); Andreas Bach (instr. klawiszowe)
- Songs of Moors... – Ulf Theodor Schwadorf; Andreas Bach; Nadine Stock (flet)
- Where at Night... – Ulf Theodor Schwadorf; Andreas Bach; Nadine Stock; Thomas Helm (wokal)
- Weiland – Ulf Theodor Schwadorf; Thomas Helm; goście: Susanne Salomon; Julia Hecht; Horst Faust